# Więcbork
Więcbork é um município da Polônia, na voivodia da Cujávia-Pomerânia e no condado de Sępólno. Estende-se por uma área de 4,31 km², com 5 969 habitantes, segundo os censos de 2017, com uma densidade de 1384,9 hab/km².